# Thiré
Thiré är en kommun i departementet Vendée i regionen Pays de la Loire i västra Frankrike. Kommunen ligger i kantonen Sainte-Hermine som tillhör arrondissementet Fontenay-le-Comte. År 2022 hade Thiré 538 invånare.

## Befolkningsutveckling
Antalet invånare i kommunen Thiré
| Referens: INSEE |